# Branko (nome)
Branko (in cirillico: Бранко) è un nome proprio di persona slavo maschile, in particolare serbo, croato, sloveno, macedone e slovacco.

## Varianti
- Femminili:
  - Croato: Branka[2]
    - Ipocoristici: Brankica[3]

  - Serbo: Бранка (Branka)[2]
    - Ipocoristici: Бранкица (Brankica)[3]

  - Slovacco: Braňka[4]
  - Sloveno: Branka[2]

## Origine e diffusione
Si tratta di una forma ipocoristica del nome Branislav oppure del nome Branimir.

## Onomastico
L'onomastico si può festeggiare lo stesso giorno del nome di cui costituisce un derivato.

## Persone

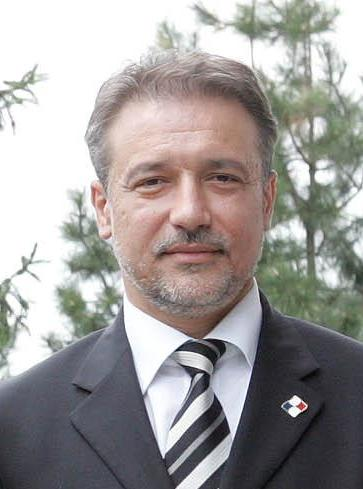
Branko Crvenkovski

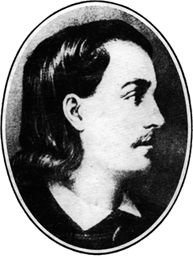
Branko Radičević

- Branko Bošković, calciatore montenegrino
- Branko Brnović, calciatore e allenatore di calcio montenegrino
- Branko Buljević, calciatore croato naturalizzato australiano
- Branko Cikatić, lottatore di arti marziali miste croato
- Branko Ćopić, scrittore jugoslavo
- Branko Crvenkovski, politico macedone
- Branko Cvetković, cestista serbo
- Branko Grahovac, calciatore bosniaco
- Branko Ilič, calciatore sloveno
- Branko Ivanković, calciatore e allenatore di calcio croato
- Branko Jelić, calciatore serbo
- Branko Jorović, cestista serbo
- Branko Kralj, calciatore jugoslavo
- Branko Lazarević, calciatore serbo
- Branko Milisavljević, cestista serbo
- Branko Miljuš, calciatore croato
- Branko Oblak, calciatore e allenatore di calcio sloveno
- Branko Peković, pallanuotista serbo
- Branko Radičević, scrittore serbo
- Branko Rašović, calciatore jugoslavo
- Branko Segota, calciatore canadese
- Branko Skroče, cestista jugoslavo
- Branko Stanković, allenatore di calcio e calciatore jugoslavo
- Branko Strupar, calciatore belga
- Branko Vatovec, astrologo italiano
- Branko Vukičević, cestista jugoslavo
- Branko Zebec, allenatore di calcio e calciatore jugoslavo

### Varianti femminili
- Branka Katić, attrice serba
- Brankica Mihajlović, pallavolista bosniaca

## Il nome nelle arti
- Branko è un personaggio della serie a fumetti Nathan Never.